# Juan José Ruiz Igartua
Juan José Ruiz Igartua (Gorliz, 18 agosto 1947) è un ex calciatore spagnolo.

## Caratteristiche tecniche
Giocava come difensore centrale.

## Carriera

### Gli esordi e il Real Saragozza
Nativo dei Paesi Baschi, Juan José Ruiz Igartua iniziò a giocare nell'Arenas de Getxo, club con il quale esordì a 17 anni nella Tercera División spagnola. Nel 1970 fu ingaggiato dal Real Saragozza, notato da Rosendo Hernández che lo portò in Aragona. Rimase al Real Saragozza fino al 1975, debuttando anche in Coppa UEFA nella stagione 1974-75.

### Gli anni al Burgos Club de Fútbol
Nel 1975 si trasferì al Burgos CF, nella Segunda División. Durante la sua prima stagione nel club bianconero vinse il campionato cadetto con Lucien Muller come allenatore, ottennendo così la promozione in massima serie. Giocò per altre quattro stagioni con il Burgos nella Liga spagnola, prima di retrocedere nuovamente in Segunda División. Il 21 gennaio 1981 segnò il suo primo e unico gol con la maglia del Burgos, in Coppa del Re contro il Celta Vigo. Si ritirò al termine della stagione 1980-1981.

## Palmarès

### Club
- Segunda División spagnola: 1

Burgos: 1975-1976